# Zwart-roze vliegenvanger
De zwart-roze vliegenvanger (Petroica rodinogaster) is een zangvogel uit de familie van de Australische vliegenvangers (Petroicidae).

## Kenmerken
De zwart-roze vliegenvanger is 13,5 cm lang. Het mannetje heeft een roze borst en donkergrijze kop, rug en vleugels. Het vrouwtje is donkergrijs van boven en heeft een zwarte snavel.

## Voorkomen
De vogel komt voor in bossen in het zuidoosten van Australië (New South Wales, Victoria en Tasmanië) en telt twee ondersoorten:
- P. r. inexpectata: zuidoostelijk Australië.
- P. r. rodinogaster: Tasmanië en de eilanden in de Straat Bass.

## Status
De grootte van de populatie is niet gekwantificeerd maar de soort wordt omschreven als schaars en plaatselijk vrij algemeen op Tasmanië. Op de Rode lijst van de IUCN heeft deze soort de status niet bedreigd.